# Ústav národního zdraví
Ústavy národního zdraví byly v systému československé veřejné správy instituce, které byly zřízeny národními výbory pro výkon jejich působnosti na úseku zdravotnictví.
V první fázi to byla zařízení poskytující poradenskou zdravotní péči, posléze se jejich povaha změnila v instituci sdružující a zastřešující zdravotnická zařízení v daném správním obvodě (okrese, kraji).

## Ústavy národního zdraví do roku 1952
Ústavy národního zdraví byly zřizovány okresními národními výbory na základě zákona č. 49/1947 Sb., o poradenské zdravotní péči.

### Poslání
Ze zákona poskytovaly preventivní (ochrannou) zdravotní péči: jejích úkolem bylo odborně vyšetřovat a sledovat zdravotní stav občanů a zjišťovat jejich sociálně zdravotní podmínky života.
K ochraně zdraví občanů měly působit svou poradní činností, výchovou a zprostředkováním nápravy zjištěných sociálně zdravotních závad a potřebné péče.
Poslední nepominutelnou oblastí byl pro ústavy národního zdraví boj proti vzniku, rozšiřování a následkům chorob, např. pohlavních, a dále alkoholismu.

### Organizace
Ústavy národního zdraví se členily na ústředí, pobočky a místní poradny.
Ústředí a pobočky se dále členily na zdravotní poradny a oddělení.
Poradny zajišťovaly:
- veškeré zdravotní poradenství, zdravotní evidenci všeobecnou a speciální, sociálně zdravotní statistiku, zdravotnický výzkum a zdravotnickou výchovu,
- zdravotnické prohlídky obyvatelstva a veškerou s tím spojenou činnost
- zprostředkování léčebné péče ústavní a ambulatorní, a dále zprostředkování péče rekreační a podpůrné,
- hromadnou bezplatnou léčebnou akci.

Oddělením příslušelo:
- organizovat ošetřovatelskou a zdravotní službu v rodinách, sociálně zdravotní službu v léčebných a ošetřovacích ústavech, pomocnou zdravotní záchrannou službu a ozdravnou péči,
- spolupracovat při provádění hygienických a epidemiologických opatření v obcích a na pracovních místech, a dále i v oblasti hygieny výživy,
- provádět diagnostické a laboratorní práce.

Ústavy povinně zřizovaly poradny pro těhotné ženy, pro matky a děti (včetně školního lékařství), protituberkulózní a poradny proti pohlavním nemocem.
Vyžadovaly si toho poměry, zřizovaly ústavy i další specializované poradny jako:
pro péči o chrup, předsňatkové (eugenické), tělovýchovné, pro duševní hygienu a výchovu, pro bezdětné manžely, gynekologické, pro choroby srdce a cév, pro výživu a dietetiku, pro potírání revmatismu, zhoubných nádorů, lupusu, trachomu, malárie, cukrovky, chorob žláz s vnitřní sekrecí, chorob nervových, krevních, pro boj proti alkoholismu, pro duševně vadné, pro vady sluchu, řeči a zraku, pro ortopedii, pro tělesně vadné, pro nemoci stáří atd.

## Ústavy národního zdraví v letech 1952–1991
Novou povahu ústavům národního zdraví vtiskl zákon č. 103/1951 Sb., o jednotné preventivní a léčebné péči.
Podle něho se ústavy národního zdraví staly výkonnými orgány národních výborů majících plánovat, organizovat, řídit a kontrolovat jednotnou preventivní a léčebnou péči v daném správním obvodě.
Konkrétní úpravu pak obsahovalo nařízení ministra zdravotnictví č. 24/1952 Sb., o organizaci preventivní a léčebné péče.

### Organizace
Ke sdružení zdravotnických zařízení se přikročilo „v zájmu prohloubení preventivní a léčebné péče a hospodárnějšího zvládnutí úkolů“.

#### Okresní ústavy národního zdraví (OÚNZ)
Podle uvedeného ministerského nařízení se všechny okresní nemocnice s okresními zdravotnickými středisky, porodnice, okresní zdravotnická střediska, obvodní zdravotnická střediska, lékařské stanice, ženské poradny, dětské poradny, ošetřovatelské stanice, stanice záchranné služby, noční sanatoria a transfúzní stanice zřízené mimo sídlo krajského národního výboru sdružily v okresním ústavu národního zdraví, jakožto zařízení okresního národního výboru (městského, obvodního).
Okresní ústavy národního zdraví zůstaly základní plánovací jednotkou a jednotným organizačním, administrativním a hospodářským celkem, samostatně rozpočtujícím i účtujícím.
V jeho čele stál ředitel lékař.
Nařízení umožňovalo i vznik závodních ústavů národního zdraví.

#### Krajské ústavy národního zdraví (KÚNZ)
Obdobou okresních ústavů národního zdraví na krajské úrovni byly krajské ústavy národního zdraví.
Ty sdružovaly krajské nemocnice s krajskými zdravotnickými středisky a zpravidla i transfúzní stanice a stanice záchranné služby v sídle krajského národního výboru.

### Konec ústavů národního zdraví
24. listopadu 1990, tj. dnem, kdy nabyl účinnosti zákon č. 367/1990 Sb., o obcích (obecní zřízení), a zákon č. 425/1990 Sb., o okresních úřadech, úpravě jejich působnosti a o některých dalších opatřeních s tím souvisejících, se ústavy národního zdraví staly organizacemi okresních úřadů.
Nové společenské poměry po sametové revoluci otevřely dveře vzniku zdravotnických zařízení s právní subjektivitou.
Vyhláška ministerstva zdravotnictví České republiky č. 242/1991 Sb., o soustavě zdravotnických zařízení zřizovaných okresními úřady a obcemi, s účinností od 20. června 1991 stanovila, že právní subjektivita u druhově vyjmenovaných zdravotnických zařízení bude napříště pravidlem.
Ústavy národního zdraví zanikly dovršením delimitace, která se uskutečnila v druhém pololetí roku 1991; delimitovali se jak zaměstnanci, tak majetek spravovaný ústavy národního zdraví.